# Christian Authier
Pour les articles homonymes, voir Authier.
Christian Authier, né le 24 décembre 1969 à Toulouse, est un romancier, essayiste et journaliste français. Il vit et travaille à Toulouse.

## Formation et carrière littéraire
Christian Authier passe sa petite enfance dans les Hauts-de-Seine et s'installe à Toulouse en 1975. Il est titulaire d'une maîtrise d'histoire obtenue à l'université Toulouse II. Son mémoire était consacré à Drieu la Rochelle. Il est également diplômé de l'Institut d'études politiques de Toulouse (promotion 1994).
En 1999, il signe pour s'opposer à la guerre en Serbie la pétition « Les Européens veulent la paix », initiée par le collectif Non à la guerre.
Il a reçu le prix Roger-Nimier en 2006 pour son roman Les Liens défaits (Stock). Il a publié en août 2008 un autre roman, Une belle époque (Stock), qui a été nommé pour le prix Renaudot 2008.
Il remporte le prix Renaudot de l'essai 2014 pour De chez nous.
Il collabore régulièrement  à la rédaction de l'hebdomadaire toulousain L'Opinion Indépendante.

## Écrivain cinéphile
Grand connaisseur de l'histoire du cinéma, il collabore régulièrement à l'émission radiophonique d'Alexandre Tylski : Le Cercle des cinéphiles. Il est aussi l'auteur de plusieurs livres sur le cinéma : Deuxièmes séances (Stock) qui propose une seconde chance à des films oubliés ainsi que deux livres sur Clint Eastwood, dont À l'Est d'Eastwood (broché).
En introduction de Deuxièmes séances, Christian Authier écrit : « Nous sommes de ceux pour qui le cinéma a été plus qu’un passe-temps et même plus qu’une passion. Ce « nous » désigne des êtres pour lesquels la vie en vingt-quatre images seconde est au moins aussi précieuse que la « vraie ». »

## Œuvres
Romans
- Enterrement de vie de garçon, Paris, Éditions Stock, 2004, 117 p. (ISBN 978-2-234-05706-7)
- Les Liens défaits, Paris, Éditions Stock, 2006, 157 p. (ISBN 978-2-234-05866-8)prix Roger-Nimier 2006
- Une si douce fureur, Paris, Éditions Stock, 2006, 141 p. (ISBN 978-2-234-05928-3)
- Une belle époque, Paris, Éditions Stock, 2008, 297 p. (ISBN 978-2-234-05962-7)
- Une certaine fatigue, Paris, Éditions Stock, 2012, 250 p. (ISBN 978-2-234-07020-2)
- Soldat d’Allah, Paris, Éditions Grasset et Fasquelle, 2014, 220 p. (ISBN 978-2-246-80739-1)
- Des heures heureuses, Paris, Flammarion, 2018, 272 p. (ISBN 978-2-08-143089-1)
- Demi-siècle, Paris, Flammarion, 2021, 288 p. (ISBN 978-2-0815-0614-5)
- L'ouverture des hostilités, Presses de la cité, 2022, 230 p. (ISBN 978-2-258-19703-9)
- Comme un Père, Editions du Rocher, 2025, 264 p. (ISBN 978-2-268-11209-1)

Essais
- Patrick Besson, Monaco-Paris, Le Rocher, coll. « Domaine français », 1998, 149 p. (ISBN 978-2-268-02477-6)
- Foot Business, Paris, Éditions Hachette, 2001, 198 p. (ISBN 978-2-01-235573-6)
- Le Nouvel Ordre sexuel, Paris, Bartillat, 2002, 284 p. (ISBN 2-84100-280-2)
- Les Bouffons du foot, Monaco-Paris, Le Rocher, coll. « Colère », 2002, 71 p. (ISBN 978-2-268-04333-3)
- Clint Eastwood, Paris, Fitway Publishing Éditions, 2005, 118 p. (ISBN 978-2-7528-0018-3)
- Avec Philippe Lacoche et Philippe Manœuvre, Lady B, Bordeaux, Paris, Bruxelles, avec 1 cd audio, Éditions Le Castor Astral, coll. « Poésie », 2007, 58 p. (ISBN 978-2-85920-702-1)
- Avec François Bégaudeau, Michaël Sebban, Christophe Paviot, Remix # 4, Paris, Éditions Hachette Littératures, coll. « La Fouine », 2008, 108 p. (ISBN 978-2-01-237387-7)
- Deuxièmes séances, Paris, Éditions Stock, 2009, 184 p. (ISBN 978-2-234-06267-2)
- Avec Isabelle Jarry, Sébastien Lapaque, Elisabeth Lévy, George Orwell, Paris, Le Magazine Littéraire, 2014, 143 p. (ISBN 979-10-91530-14-9)
- De chez nous, Paris, Éditions Stock, 2014, 170 p. (ISBN 978-2-234-07733-1)

- prix Renaudot de l’essai 2014
- Dictionnaire chic de littérature française, Paris, Ecriture, 2015, 284 p. (ISBN 978-2-35905-203-9).
- Le Sarkozysme, Paris, UPPR Editions, 2016, 73 p. (ISBN 978-2-37168-167-5).
- Les Mondes de Michel Déon : une biographie, Paris, Séguier, 2018, 192 p. (ISBN 978-2-84049-754-7).
- Un autre Toulouse, Paris, Cairn, 2019, 152 p. (ISBN 978-2-35068-752-0). Photographies de Jean Dieuzaide.
- Petit Éloge amoureux de Toulouse, Toulouse, Privat, 2021, 176 p. (ISBN 978-2-7089--9477-5)
- Houellebecq politique, Paris, Flammarion, 2022, 192 p. (ISBN 978-2080271396)